# 72. stridsflygdivisionen
72. jaktflygdivisionen även känd som Ghost är en stridsflygdivision inom svenska flygvapnet som verkat i olika former åren sedan 1941. Divisionen är baserad på Såtenäs flygplats väster om Lidköping.

## Historik
Gustav Blå eller Ghost är 2. divisionen vid Skaraborgs flygflottilj (F. 7), eller 72. stridsflygdivisionen inom Flygvapnet bildades som en medeltung bombdivision 1941 och utrustades med det tvåmotoriga bombflygplanet B 16 -Caproni Ca 313 med fyra mans besättning. År 1942 ombeväpnades divisionen med det lätta bombflygplanet B 17 och därefter åter som en medeltung division med B 18B, fram till man åter ombeväpnades och omorganiserades till attack år 1951. År 1951 gjorde divisionen Gustav Röd sällskap genom att ta steget in i jetåldern, när man började flyga A 21R. I samband med detta blev Gustav Blå en attackdivision och fortsatte sedan via A 29B Tunnan innan man fick A 32A Lansen.
År 1973 blev divisionen Sveriges första Viggendivision, med flygplanstyperna AJ och SK 37 Viggen, som man flög med fram till 1998. Då kunde divisionen återigen titulera sig Sveriges första, denna gång var man först att bli operativa med JAS 39A Gripen. I samband med att divisionen ombeväpnades med JAS 39, kom den att organiseras som stridsflygdivision.  Från den 1 januari 2005 övergick divisionens huvudsakliga roll till att vara en utbildningsdivision, för utbildning av såväl svenska som utländska piloter till Gripensystemet.
Den 1 oktober 2010 fick divisionen ”Ghost” som ny anropssignal. På luciadagen den 13 december 2012 flögs det sista flygpasset med A- och B-versionerna av Gripen, vilket celebrerades med julgransflygning över Västra Götaland. Divisionen som vart först i Sverige med att beväpnas med JAS Gripen, blev med det den sista att ombeväpnas till C/D-versionen av Gripen. Från den 1 januari 2016 övergick divisionen åter till att bli en stridsflygdivision inom Flygvapnet.

## Ingående enheter
I 2. divisionen ingick från starten 1941 och fram till 1960-talet en stationsavdelning som därefter ombildades till 2. stationskompaniet, dagens 2. Fukomp. I stationsavdelningen ingick markpersonalen, såsom tekniker och mekaniker.

## Heraldik och traditioner
Årsskiftet 1961–1962 konstruerade fältflygare Bertil Hasslid (Johansson) ett gemensamt emblem för flottiljens tre attackdivisioner med flottiljens kodbokstav "Gustav" i de tre färgerna rött, blått och gult. Navigatören Lars Lindström, tillika konstnär renritade märket i tusch. Attackrobot 304 i mitten fick symbolisera slagkraften. Dåvarande flygchef major Ulf Björkman accepterade märkets utformning och goda kontakter med ett reklamföretag resulterade i att emblem trycktes upp och fördelades till respektive division. Märket applicerades på A 32A Lansen, AJ 37 Viggens flygande personals utrustning. År 1988 justerades divisionsemblemet, där roboten bytes ut mot ett griphuvud. Sedan 2010 är divisionens emblem en ett spöke. Ett spöke som föreställer "Vita damen", som sägs spöka vid flottiljens officersmäss.

## Materiel vid förbandet
| Bombflygplan - 1941–1943: B 16A Caproni - 1942–1948: B 17A/B/C - 1948–1951: B 18B | Attackflygplan - 1947–1948: A 21A-3 - 1951–1954: A 21RA/B - 1954–1957: A 29B Tunnan - 1956–1973: A 32A Lansen - 1973–1994: AJ 37 Viggen | Enhetsflygplan - 1994–1998: AJS 37 Viggen - 1996–2012: JAS 39A/B Gripen - 2012–20xx: JAS 39C/D Gripen |

## Förbandschefer
Divisionschefer vid 72. jaktflygdivisionen (Ghost) sedan 1941.

- 1941–1942: Gustaf Löfkrantz
- 1942–1943: Greger Falk
- 1943–1944: Gustaf Löfkrantz
- 1944–1945: Per Svensson
- 1946–1946: Åke Johnson
- 1946–1947: Martin Nilsson
- 1947–1947: Klaus Engzell
- 1948–1948: Gustav Lindström
- 1948–1949: Karl Andrén
- 1949–1951: data saknas
- 1951–1952: Klaus Engzell (andra gången)
- 1952–1952: Karl Andrén (andra gången)
- 1952–1953: Carl Gustav Simmons
- 1953–1956: Stig Tornberg
- 1956–1957: Hans (Persson) Pilback
- 1957–1960: Oskar Östman "Musse"
- 1960–1963: Karl Gustav (Lasse) Kilén
- 1963–1963: Tony Leonard
- 1963–1965: Karl Gustav (Lasse) Kilén (andra gången)
- 1965–1965: Paul Ahlström
- 1965–1965: Karl Gustav (Lasse) Kilén (tredje gången)
- 1966–1968: Jan Gezelius
- 1969–1971: Håkan Högstadius
- 1972–1972: Lars Åke Hallgren
- 1972–1974: Alf Karlsson
- 1974–1975: Karl Göte Widén
- 1975–1978: Gunnar Ståhl
- 1978–1979: Curt Olsson
- 1979–1980: Stellan Hilmerby
- 1980–1981: Karl Hellström
- 1981–1983: Magnus Lindqvist
- 1983–1988: Anders Linnér
- 1988–1990: Torbjörn Halling
- 1990–1995: Tore Ottosson
- 1995–1998: Bertil Höglund
- 1998–2002: Mats Helgesson
- 2002–2004: Johan Medin
- 2004–200?: Lars Helmrich
- 2008–2014: Stefan Rexling
- 2014–2016: Patrik Svensson
- 2017–2019: Carl Bergqvist [d]
- 2019–20xx: Anders Falk

## Anropssignal, beteckning och förläggningsort
| Gustav Blå | 1941-??-?? | – | 2010-09-30 |
| Ghost      | 2010-10-01 | – |            |

| 72. medeltunga bombflygdivisionen | 1941-??-?? | – | 1951-??-?? |
| 72. attackflygdivisionen          | 1951-??-?? | – | 1997-12-31 |
| 72. stridsflygdivisionen          | 1998-01-01 | – | 2004-12-31 |
| 72. skolflygdivisionen            | 2005-01-01 | – | 2015-12-31 |
| 72. stridsflygdivisionen          | 2016-01-01 | – |            |

| Såtenäs flygplats (F) | 1941-??-?? | – |  |

## Galleri

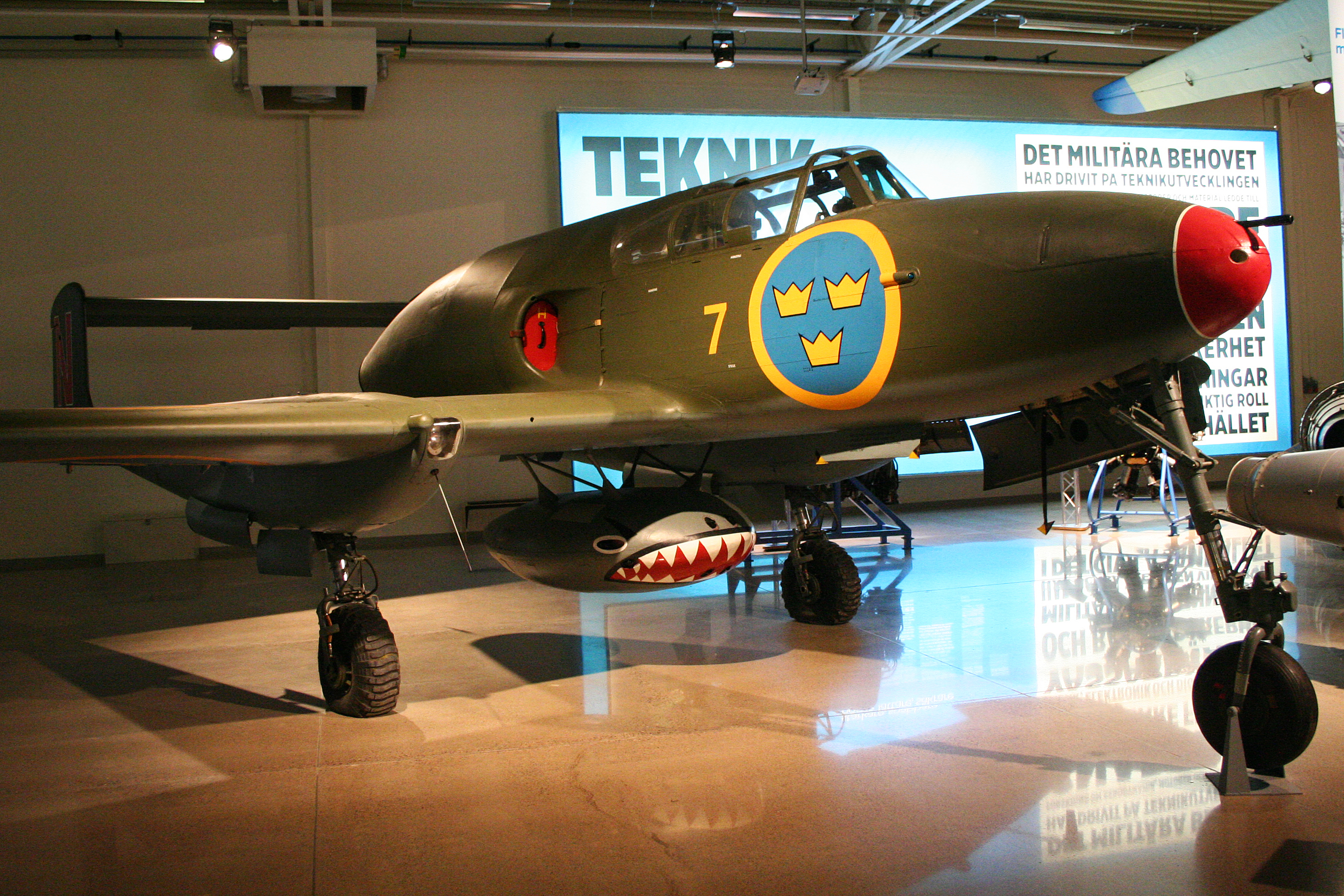
A 21RA/B (1951–1954).
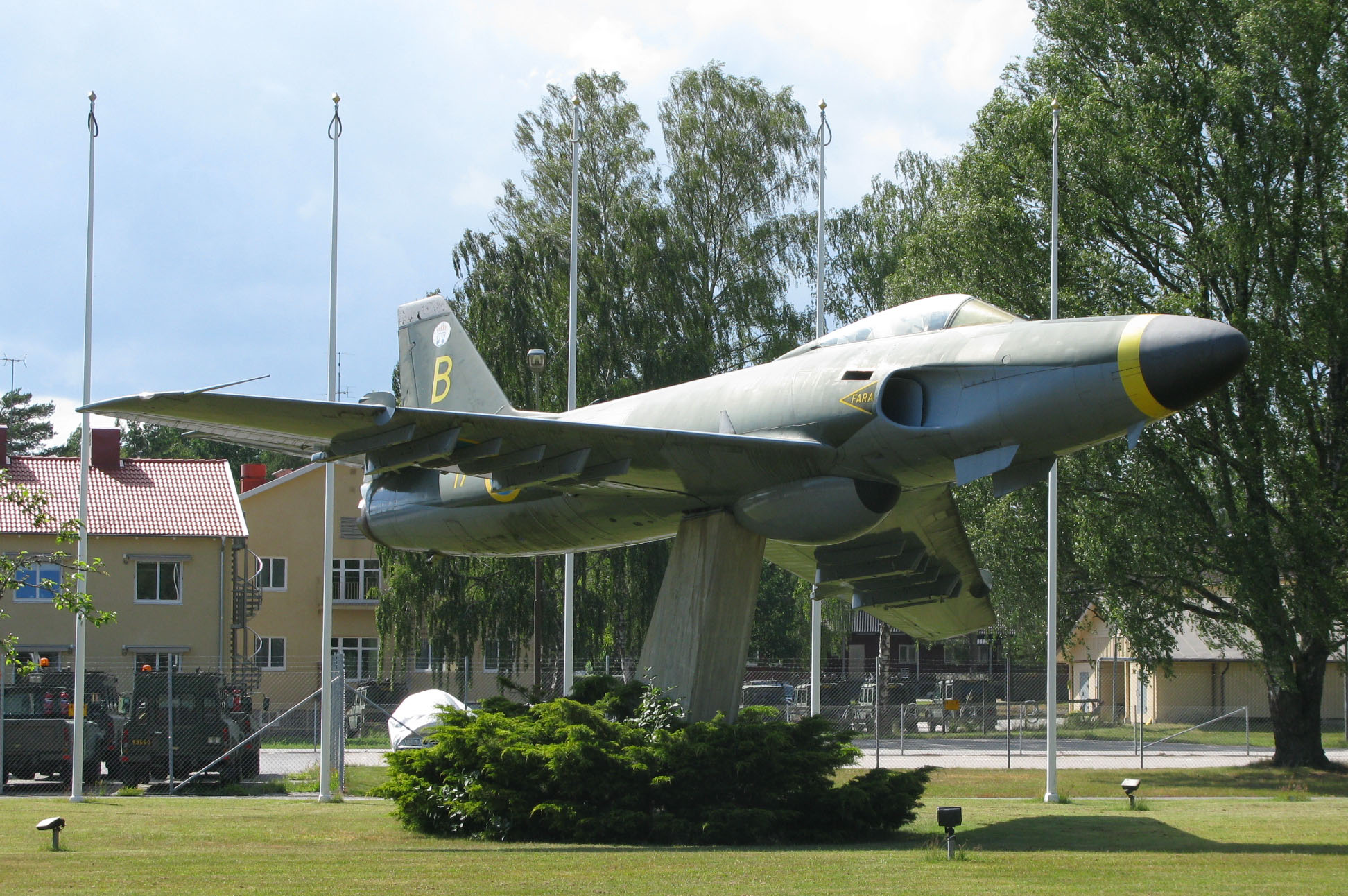
A 32A Lansen (1956–1974).
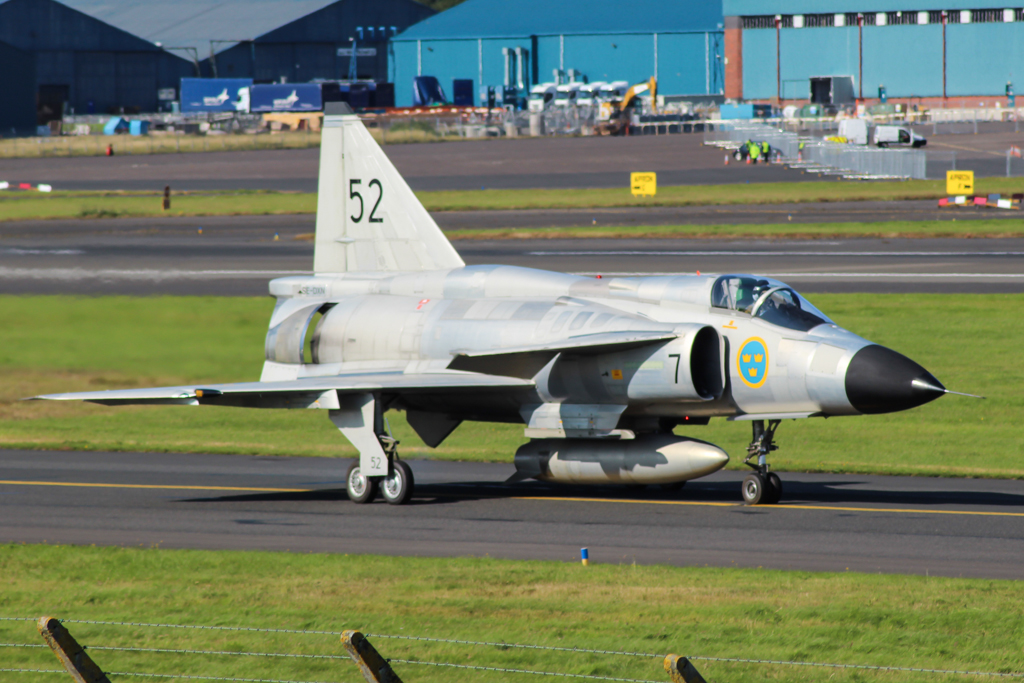
AJ 37 Viggen (1973–1998).
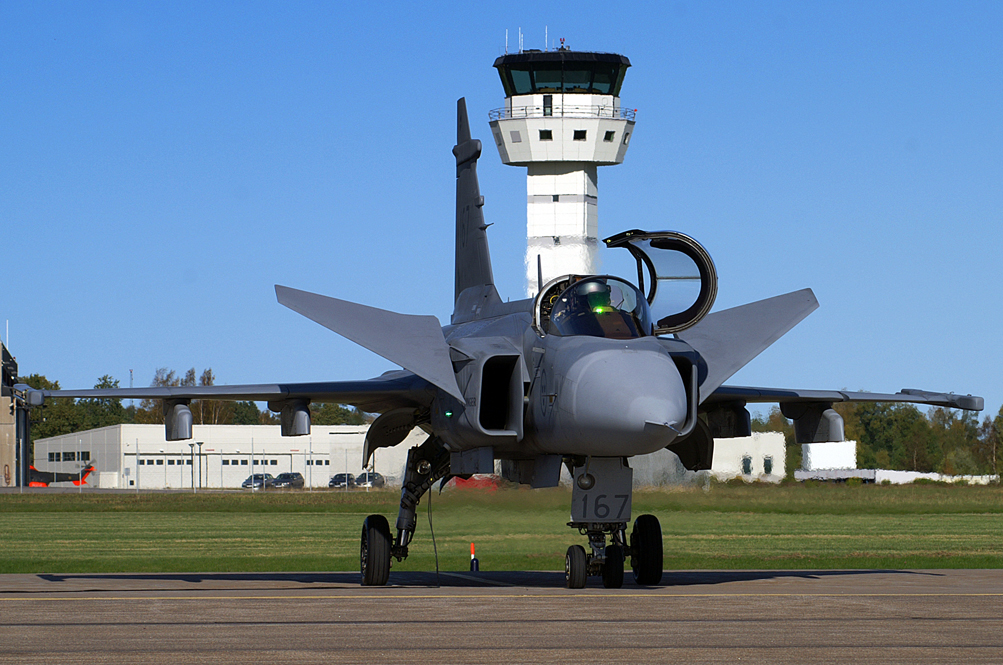
JAS 39 Gripen (1996–)